# Impatiens desmantha
Impatiens desmantha är en balsaminväxtart som beskrevs av Joseph Dalton Hooker. Impatiens desmantha ingår i släktet balsaminer, och familjen balsaminväxter. Inga underarter finns listade i Catalogue of Life.